# 尤寧縣 (肯塔基州)
尤寧縣（英語：Union County）是美國肯塔基州西北部的一個縣，西、北隔俄亥俄河與伊利諾伊州和印地安納州相望。面積941平方公里。根據美國2000年人口普查，共有人口15,637人。縣治摩根菲爾德 (Morganfield)。
成立於1811年。以居民同心建立該縣的願望命名。